# Esom
Esom (eigentlich Lee So-young (koreanisch 이소영); * 30. Januar 1990 in Seoul) ist eine südkoreanische Schauspielerin.

## Leben
Esom arbeitete zunächst seit 2008 als Model und war im selben Jahr als Kandidatin in der Fernsehshow Check It Girl zu sehen. Es folgten Auftritte in Musikvideos von Gruppen und Musikern wie TVXQ oder G-Dragon, ehe sie 2010 ihr Leinwanddebüt im Film Second Half gab.
2014 spielte Esom Hauptrollen im Neo-Noir Man on High Heels, im Liebesfilm Santa Barbara sowie im Thriller Scarlet Innocence. Weitere Hauptrollen folgten unter anderem 2017 im Drama Microhabitat sowie 2019 in der Tragikomödie Inseparable Bros. In der ebenfalls 2019 erschienenen Serie Save Me 2 über eine pseudoreligiöse Glaubensgemeinschaft war Esom als Kim Young-sun zu sehen. Für ihre schauspielerische Leistung in der 2020 veröffentlichten Tragikomödie Samjin Company English Class erhielt sie einen Blue Dragon Award als beste Nebendarstellerin sowie einen Preis als Star of the Year bei den Buil Film Awards 2021.
2023 spielte Esom die Spionin Nan-yeong im Spionagethriller Phantom (nicht zu verwechseln mit einer gleichnamigen Serie, in der sie 2012 mitwirkte). Im selben Jahr folgten Nebenrollen im Gangster- und Martial-Arts-Film Kill Boksoon und in der bereits 2020 bis 2021 gedrehten Liebeskomödie Single in Seoul sowie eine der Hauptrollen in der auf einem Webtoon basierenden Streamingserie Black Knight. Im Oktober 2023 gab sie ihr Debüt als Moderatorin während der Buil Film Awards. Ursprünglich sollte sie als Co-Moderatorin an der Seite von Lee Je-hoon durch den Abend führen, übernahm nach dessen krankheitsbedingten Ausfall jedoch die gesamte Moderation der Preisverleihung.

## Filmografie (Auswahl)
- 2010: Second Half (Matyitneun insaeng)
- 2011: Hindsight (Pureun Sogeum)
- 2011: White Christmas (Hwaiteu Keuriseumaseu; Fernsehserie, 8 Folgen)
- 2012: Phantom (Yuryeong; Fernsehserie, eine Folge)
- 2014: Man on High Heels (Hai hil)
- 2014: Santa Barbara
- 2014: Scarlet Innocence (Madam Bbaengdeok)
- 2016: Like for Likes
- 2017: Warriors of the Dawn (Daeripgun)
- 2017: My Little Brother (Geurae, Gajok)
- 2017: Because This Is My First Life (Ibeon Saeng-eun Cheoeum-ira; Fernsehserie, 16 Folgen)
- 2017: Microhabitat (So-gong-nyeo)
- 2018: The Third Charm (Je3ui Maeryeok; Fernsehserie, 16 Folgen)
- 2019: Inseparable Bros (Naui Teukbyeolhan Hyeongje)
- 2019: Save Me 2 (Gu-hae-jweo 2; Fernsehserie, 16 Folgen)
- 2020: Samjin Company English Class (Samjingeurup Yeongeotoikban)
- 2021: Taxi Driver (Mobeomtaeksi; Fernsehserie, 16 Folgen)
- 2023: Phantom (Yuryeong)
- 2023: Kill Boksoon (Gilbogsun)
- 2023: Dr. Cheon and Lost Talisman (Cheonbaksa Toema Yeonguso: Seolgyeongui Bimil)
- 2023: Black Knight (Taekbaegisa; Streamingserie, 6 Folgen)
- 2023: Single in Seoul (Sing-geul in Seo-ul)
- 2024: Escape (Talju)